# Michele Turetta
Michele Turetta (* 17. Januar 1982 in Vicenza) ist ein italienischer Dartspieler.

## Karriere
Michele Turetta nahm 2018 erstmals an der PDC Qualifying School teil, konnte jedoch keine Tour Card gewinnen. Er versuchte zudem erfolglos sich über Qualifikationsturniere für die European Tour zu qualifizieren. Beim Southeast Qualifier für die PDC World Darts Championship 2019 erreichte er das Halbfinale, wo er schließlich gegen den Österreicher Rusty-Jake Rodriguez 4:6 unterlag. Es folgten zwei weitere erfolglose Teilnahmen an der Q-School. Turetta qualifizierte sich über das nationale Qualifikationsturnier für den World Cup of Darts 2021. Bei seinem Debüt bildete er mit Danilo Vigato das italienische Team, das in der ersten Runde gegen Australien ohne Leggewinn ausschied. Zwei Jahre später repräsentierte er Italien zusammen mit Massimo Dante beim World Cup of Darts 2023. In der Gruppenphase schied Italien als Zweiter vorzeitig aus. Das italienische Duo hatte dabei die Schweiz besiegt und unterlag in einem Decider gegen Schweden.
2024 gewann Turetta bei der PDC Qualifying School 2024 über die Rangliste eine Tour Card für die PDC Pro Tour. Er ist der erste Italiener, dem dies gelang.

## Turnierergebnisse
| Turnier                                    | 2021              | 2022              | 2023              | 2024              | 2025 |
| ------------------------------------------ | ----------------- | ----------------- | ----------------- | ----------------- | ---- |
| PDC-Ranking-Turniere                       |                   |                   |                   |                   |      |
| World Masters                              | nicht ausgetragen | nicht ausgetragen | nicht ausgetragen | nicht ausgetragen | VR   |
| UK Open                                    | n/t               | n/t               | n/q               | 1R                | 2R   |
| PDC-Turniere ohne Einfluss auf das Ranking |                   |                   |                   |                   |      |
| World Cup of Darts                         | 1R                | n/t               | GP                | VF                | GP   |
| Karrierestatistiken                        |                   |                   |                   |                   |      |
| Jahresendplatzierung                       | –                 | –                 | –                 | 142               |      |

| Legende zu den Turnierergebnissen | Legende zu den Turnierergebnissen | Legende zu den Turnierergebnissen | Legende zu den Turnierergebnissen | Legende zu den Turnierergebnissen | Legende zu den Turnierergebnissen | Legende zu den Turnierergebnissen | Legende zu den Turnierergebnissen | Legende zu den Turnierergebnissen | Legende zu den Turnierergebnissen |
| --------------------------------- | --------------------------------- | --------------------------------- | --------------------------------- | --------------------------------- | --------------------------------- | --------------------------------- | --------------------------------- | --------------------------------- | --------------------------------- |
| n/t                               | nicht teilgenommen                | n/q                               | nicht qualifiziert                | n/a                               | nicht ausgetragen                 | #R                                | Aus in jeweiliger Runde           | GP                                | Aus in der Gruppenphase           |
| AF                                | Achtelfinalist                    | VF                                | Viertelfinalist                   | HF                                | Halbfinalist                      | F                                 | Turnierfinalist                   | S                                 | Turniersieger                     |